# Котул-Морій
Котул-Морій (рум. Cotul Morii) — село у Гинчештському районі Молдови. Адміністративний центр однойменної комуни, до складу якої також входить село Серетень.

## Населення
За даними перепису населення 2004 року у селі проживали 1680 осіб.
Національний склад населення села:
| Національність   | Кількість осіб | Відсоток    |
| ---------------- | -------------- | ----------- |
| молдавани румуни | 504 1165       | 30,0% 69,3% |
| українці         | 4              | 0,2%        |
| росіяни          | 3              | 0,2%        |
| гагаузи          | 2              | 0,1%        |
| болгари          | 2              | 0,1%        |
| Всього           | 1680           | 100%        |